# カンポス・ヴェヌーティ
ジュゼッペ・カンポス・ヴェヌーティ（Giuseppe Campos Venuti、1926年8月3日 - 2019年9月29日）は、イタリアの都市計画家。ルイジ・ピッチナートをはじめとする同国を代表する都市計画家の元で学び実務を行ってきた。ピッチナートの次の世代を担って多くの都市計画の作成に携わっている。なお、成果の代表的なものは1960年代から1980年代に集中している。

## 人物
1926年8月3日ローマ生まれ。17歳という非常に若い年代のころにアメリカ軍の第5回戦略的サービスであるOffice of Strategic Services（OSS、戦略諜報局）の協力に参加。戦闘名は"Bubi"であり、これは今日90歳以上の人物のニックネーム。
戦後、ローマ大学の建築学部に入学。在学中からピッチナートの事務所に勤め、1954年に大学を卒業。卒業後は1961年まで助手として在籍し、大学の指導を始め、職業として都市計画を選ぶ。その一方で州の委員会委員や国の都市計画会議委員を務める。
1960年にイタリア共産党政権下ではボローニャで自治体評議員に指名され、1960年12月23日にジュゼッペ・ドッツァ市長下の市議会議員にもなった。
大きな政治的発展の間にカンポス・ヴェヌーティの都市改革主義は1959年 6月の地域会議の後ボローニャの共産党の更新過程に移植され、こうした土地賃料との戦いは、60年代のボローニャ 都市計画戦略のすべての仕事に影響を与える選択の根底にあった。
1960年から1966年までボローニャ市の都市計画局長を務めている。そしてヴェヌーティは多様な行政の介入を発展させることによって、将来の都市の第一の構造を実現していった。
基本的な点は、歴史的中心部の保護と復旧、特に歴史的なボローニャ工場の労働者の労働者との関係に注意を払うこと、繁華のために形成された市民センター近くの旧市街の保存保護と近隣の新市街建設のための変革であった。これらの3つの条件は、組織的で機能的なネットワークの市街地に市民センターの普及によって指示された順序である。そしてサービスの移転と民間と公共の両方の輸送路を中心から周辺にシフトさせた。他のこうした介入は、市の北部にあるフェアとビジネス地区の新しい本部の位置に関係している。
ボローニャの自治体がイタリアで初めて、高速道路会社と都市の車線の混在した解決策と交通量制御に着手したことで、首都に最も近い14の自治体、Pic、および共面環状道路の解決策として、市内の自動車交通機関のリングを形成していった。
ヴェヌーティがボローニャで国家の視界の役割を果たすように導く都市改革主義の自治体政策は、多くの繊細な専門的介入の主人公となる。 
その後最初の国家都市改革プロジェクト（1963年）の形成とその後の部分改革法のために従事。1962年には、予算担当大臣による追加計画報告の都市計画セクションを担当していたが、1967年から1978年まで公共事業省都市計画局のコンサルティング、1968年から1年間、エミリア・ロマーナ州の経済計画州委員会の委員を務める。1970年に州制度の成立によって生じた地域調整計画の作成課題に取り組み、1979年にエミリア・ロマーナ州の州域調整計画づくりに関与。国家経済圏計画の改革の継続であったGiorgio Ruffoloの 「Project 80」に統合された研究にも貢献。公共事業省に代わって都市法令の準備作業を行う。
いっぽうで1966年4月2日に公職を辞任し、ミラノ工科大学の都市計画教授として、1968年から2001年にかけて（普通教授としては1976 年から）教鞭。
1967年に著書の出版を刊行、数々の言語に翻訳される都市計画を管理。他にも数多くの出版物がある。
1970年から1975年にかけて、エミリア・ロマーニャ地方の最初の議会の評議員であり、都市計画委員会と領土計画の会長を務めた。1973年にはヨーロッパ共同体イタリア協会委員を務める。特定のプライベートプロフェッショナルを務めたことは一度もなく、常に行政のコンサルタントとして活動。 
1976年にバンクーバーで開催されたUN Habitat World Agencyの設立と協力している。
1978年から1982年まではヨーロッパ経済委員会の都市地域問題専門家グループの代表。
1980年には領土計画のエミリア・ロマーニャ地域のコンサルタントを務める。同地域で1986年には地域景観計画に貢献。
1983年からは国の都市計画執行委員会の会長に就任。
1984年、カリフォルニア大学バークレー校 客員教授、イタリア、スペイン、フランスの専門コースも教鞭。
1985年にはガラッソ法の制定により生じた風景計画の策定課題に取り組む。具体例としてレッジョ・エミリア市風景環境整備提案を発表している。この案の特徴として交通網の環境負荷軽減と工場地区の集約化、水系の保護や既成市街地内緑地増加から環境型の計画の作成とともに緑の楔と呼ばれる緑地環境の配備による市街地化食い止めなどの工夫がみられる。
1986年からは地震後のメキシコシティを再建するために国連が任命した国際委員会のコンサルタントを務めた。その間にもボローニャ、フィレンツェ、モデナ、リミニ、パヴィア、アンコーナ、パドヴァ、ラ・スペツィア、ピアチェンツァ、レッジョ・エミリア、クネオ、イヴレア、ポテンツァなど数々の市の都市規制計画のコンサルタントとして活動。
1979年にスペイン・マドリードの法定都市基本計画の作成を行い、80年代から同市都市計画の顧問をつとめる。
1992年から1993年まで、国立都市計画協会の会長を務め、以降、名誉会長を務めている。
新しいマスタープランローマ2006が承認され、領土と一体化したインフラストラクチャーの問題、大都市プロジェクトや環境的な高速道路の研究や専門的な作業にも変換されている。
1996年にスペイン2004 Homenaje名誉学位をバリャドリッド大学で授与され、都市計画と題した著作のいくつかのコレクションを捧げる。
1998年に環境のためのチェルヴィア財団の賞を受賞。
1999年に共和国大統領を勲功に科学と文化の金メダルを受賞した。
1999年に公共事業省シチリア島と本土との間のリンクの実現可能性調査コンサルタントを務める。
2000年から2001年にかけて、公共事業委員会の委員長に任命される。
2000年代には、1990年代に失敗した新しい都市改革プロジェクトのために仕事に戻る。
最後にエミリア・ロマーニャ地域を含む最初の地域的都市改革の成功に貢献。
2006年、ジュゼッペ・カンポス・ヴェヌーティは80歳。2006年9月15日に、"Bolognese di Roma"の称号。都市の成長に決定的な貢献をする人々に捧げられたGolden Neptuneといった高い評価を受ける。
2012年にはジョルジオ・ナポリターノ共和国大統領がイタリア共和国のCavaliere di Gran Croceと名付ける。

## 名誉号等
- 1990年 - 都市計画研究所名誉会長任命
- 1996年 - バリャドリッド大学から名誉学位
- 1998年 - 環境のためのチェルヴィア財団の賞を受賞
- 1999年 - 共和国大統領金メダル受賞　科学と文化功績に対し
- 2006年に市長から、Cofferatiの最優秀賞ゴールデンネプチューン　ボローニャにて専門家と公共の活動表彰
- Giorgio Napolitano（イタリア共和国のグランド・クロスの騎士） - 通常の制服のリボン	2012年に共和国大統領、ジョルジオナポリターノ、イタリア共和国のグランドクロスの騎士に任命された